# Vasilópoulo
Vasilópoulo är en ort i Grekland.   Den ligger i prefekturen Nomós Aitolías kai Akarnanías och regionen Västra Grekland, i den centrala delen av landet, 240 km väster om huvudstaden Aten. Vasilópoulo ligger 58 meter över havet och antalet invånare är 636.
Terrängen runt Vasilópoulo är huvudsakligen kuperad. Vasilópoulo ligger nere i en dal. Runt Vasilópoulo är det glesbefolkat, med 20 invånare per kvadratkilometer. Närmaste större samhälle är Astakós, 7,2 km söder om Vasilópoulo. 